# بنتاغون
البَنْتَاغُون (بالإنجليزية: The Pentagon)‏ وترجمتها (المُخَمَّس) هو مبنى وزارة دفاع الولايات المتحدة ويقع في مدينة أرلينغتون في ولاية فرجينيا، وباعتباره رمزًا للجيش الأمريكي فإن مصطلح البنتاغون يستعمل عادة للإشارة لوزارة الدفاع نفسها عوضا عن المبنى ذاته.

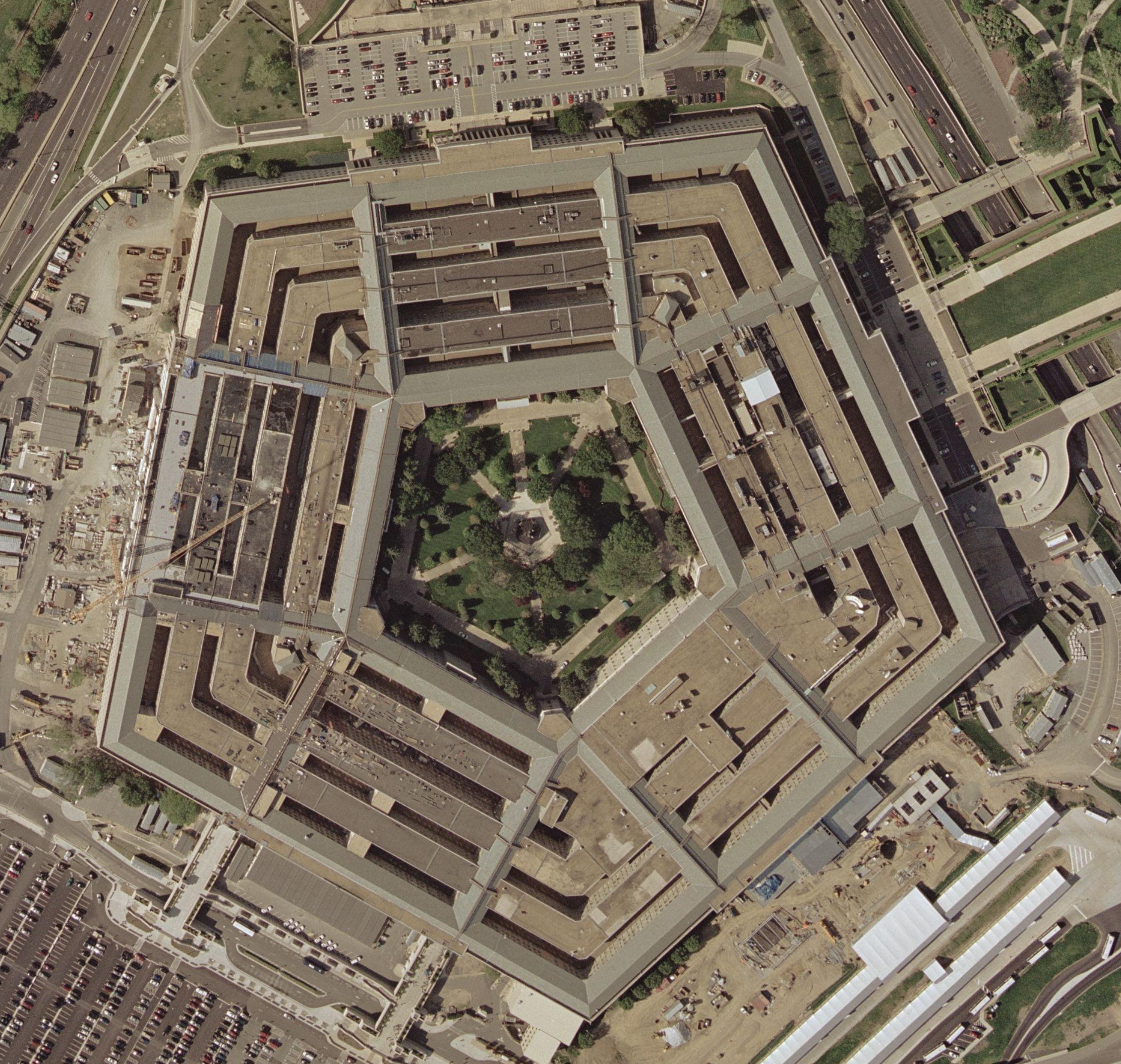
صورة جوية للبنتاغون

سمي المبنى بالبنتاغون لشكله الخماسي الأضلاع وقد صمم المبنى المصمّم جورج إدوين وبني من قبل المقاول جون مكشاين، تم تدشين المبنى في 15 يناير 1943 ويعتبر واحدًا من أضخم المباني المكتبية في العالم، ويتسع لحوالي 23 ألف موظفًا بين عسكري ومدني وحوالي 3 آلاف موظف مساعد لا يعملون لوزارة الدفاع نفسها. للمبنى خمسة جوانب وطوابق فوق مستوى سطح الأرض وطابقين تسوية تحت الأرض وخمسة ممرات حلقية لكل طابق يبلغ طولها الإجمالي حوالي 28 كم. كما يوجد فيه مركز للتسوق ومطعم كبير ومواقف لسيارات الأجرة ومنصة لطائرات الهليكوبتر.
يضم البنتاغون الآن مكاتب لإدارات الأسلحة الثلاث، الجيش والبحرية والقوات الجوية، ومكتب وزير الدفاع الأمريكي. ويعتبر هو الشعبة التنفيذية لحكومة الولايات المتحدة الأميركية. ويقوم بتوجيه ومراقبة عمل القوات المسلحة ومعاونة رئيس الدولة في شؤون الأمن القومي. وينقسم البنتاغون إلى أقسام فرعية رئيسية هي مكتب الوزير، وقيادة الأركان المشتركة، والإدارات العسكرية، والقيادات الموحدة والمحددة، ومجلس سياسة القوات المسلحة والوكالات. أركان مكتب الوزير هم من المدنيين الذين يقدمون المشورة ويعاونون الوزير في الإدارة على أعلى مستوى.
تعرض المبنى لهجمة في 11 سبتمبر 2001 حيث اصطدمت به طائرة نقل ركاب تابعة للخطوط الجوية الأمريكية رحلة رقم 77 في الجانب الغربي من المبنى حيث تحطمت الطائرة على جانب المبنى بعد أن تم اختطافها والسيطرة عليها، ونتج عن الحادث مقتل 125 موظف بالإضافة إلى ركاب الطائرة.

## التاريخ

### خلفية

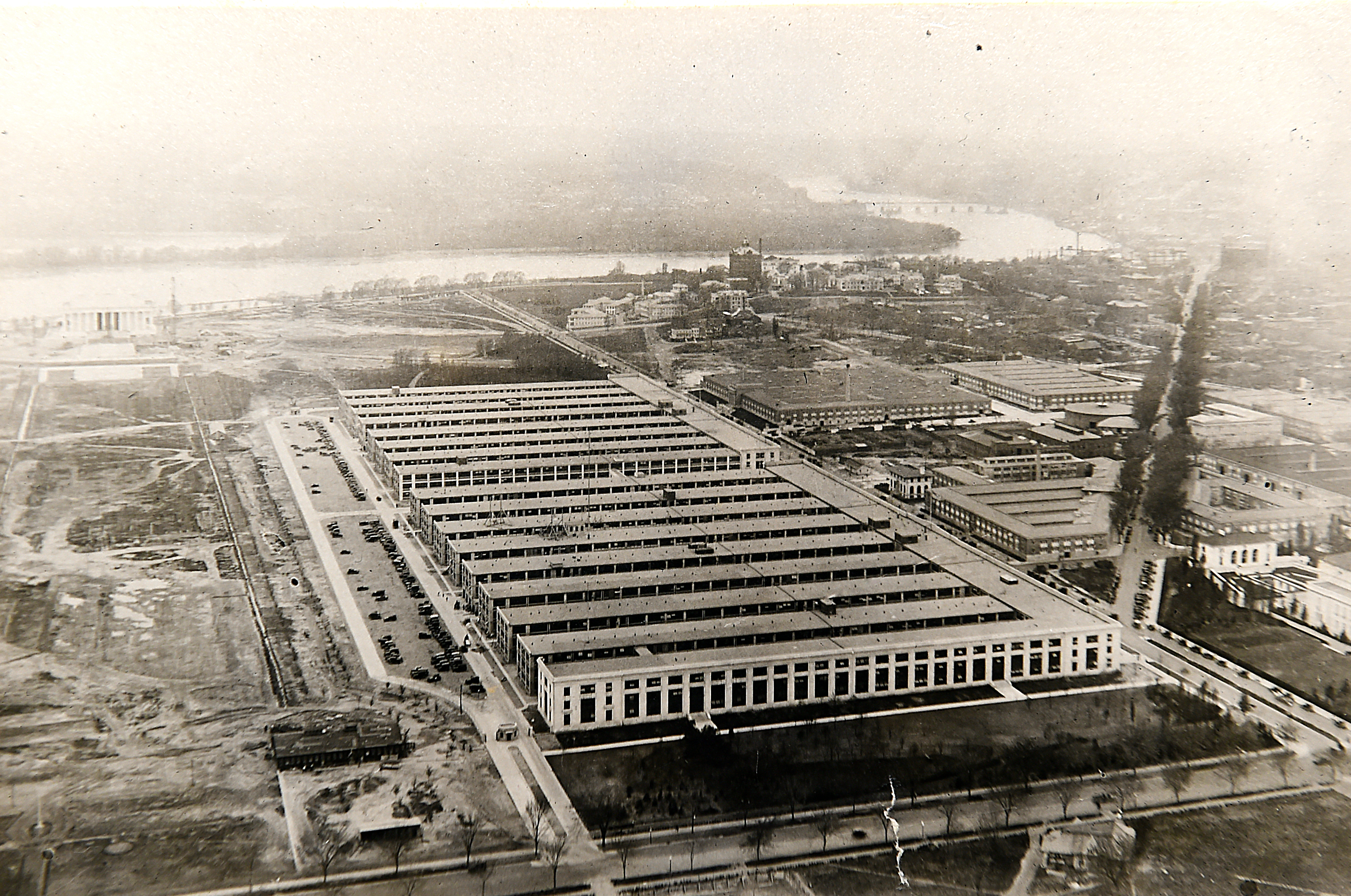
كان مبنى البحرية الرئيسي (في المقدمة) ومبنى الذخائر عبارة عن هياكل مؤقتة تم بناؤها خلال الحرب العالمية الأولى في المركز التجاري الوطني. كان مقر وزارة الحرب في مبنى الذخائر لعدة سنوات قبل الانتقال إلى البنتاغون.

قبل بناء البنتاغون، كان المقر الرئيسي لوزارة الحرب الأمريكية في مبنى الذخائر، وهو مبنى مؤقت أقيم خلال الحرب العالمية الأولى على طول شارع الدستور في المركز التجاري الوطني. وزارة الحرب، التي كانت وكالة مدنية تم إنشاؤها لإدارة الجيش الأمريكي، انتشرت في مبانٍ مؤقتة إضافية في ناشونال مول، بالإضافة إلى عشرات المباني الأخرى في واشنطن العاصمة وماريلاند وفيرجينيا. في أواخر الثلاثينيات من القرن الماضي، تم تشييد مبنى جديد لإدارة الحرب، ولكن عند الانتهاء منه، لم يحل المبنى الجديد مشكلة المساحة في القسم وانتهى به الأمر لاستخدامه من قبل وزارة الخارجية. عندما اندلعت الحرب العالمية الثانية في أوروبا، توسعت وزارة الحرب بسرعة تحسباً لانجرار الولايات المتحدة إلى الصراع. وجد وزير الحرب هنري إل ستيمسون أن الوضع غير مقبول، مع اكتظاظ مبنى الذخائر وانتشار القسم.
أخبر ستيمسون الرئيس الأمريكي فرانكلين روزفلت في مايو 1941 أن وزارة الحرب بحاجة إلى مساحة إضافية. في 17 يوليو 1941، عُقدت جلسة استماع في الكونجرس، نظمها عضو الكونجرس عن ولاية فرجينيا كليفتون وودرم، بخصوص مقترحات لمباني وزارة الحرب الجديدة. ضغط وودرم على البريغادير جنرال يوجين ريبولد، الذي كان يمثل وزارة الحرب في جلسة الاستماع، من أجل «حل شامل» لـ «مشكلة المساحة» للوزارة بدلاً من بناء المزيد من المباني المؤقتة. وافق ريبولد على تقديم تقرير إلى عضو الكونجرس في غضون خمسة أيام. دعت وزارة الحرب رئيس البناء، الجنرال بريون سومرفيل، لوضع خطة.

### الخطة

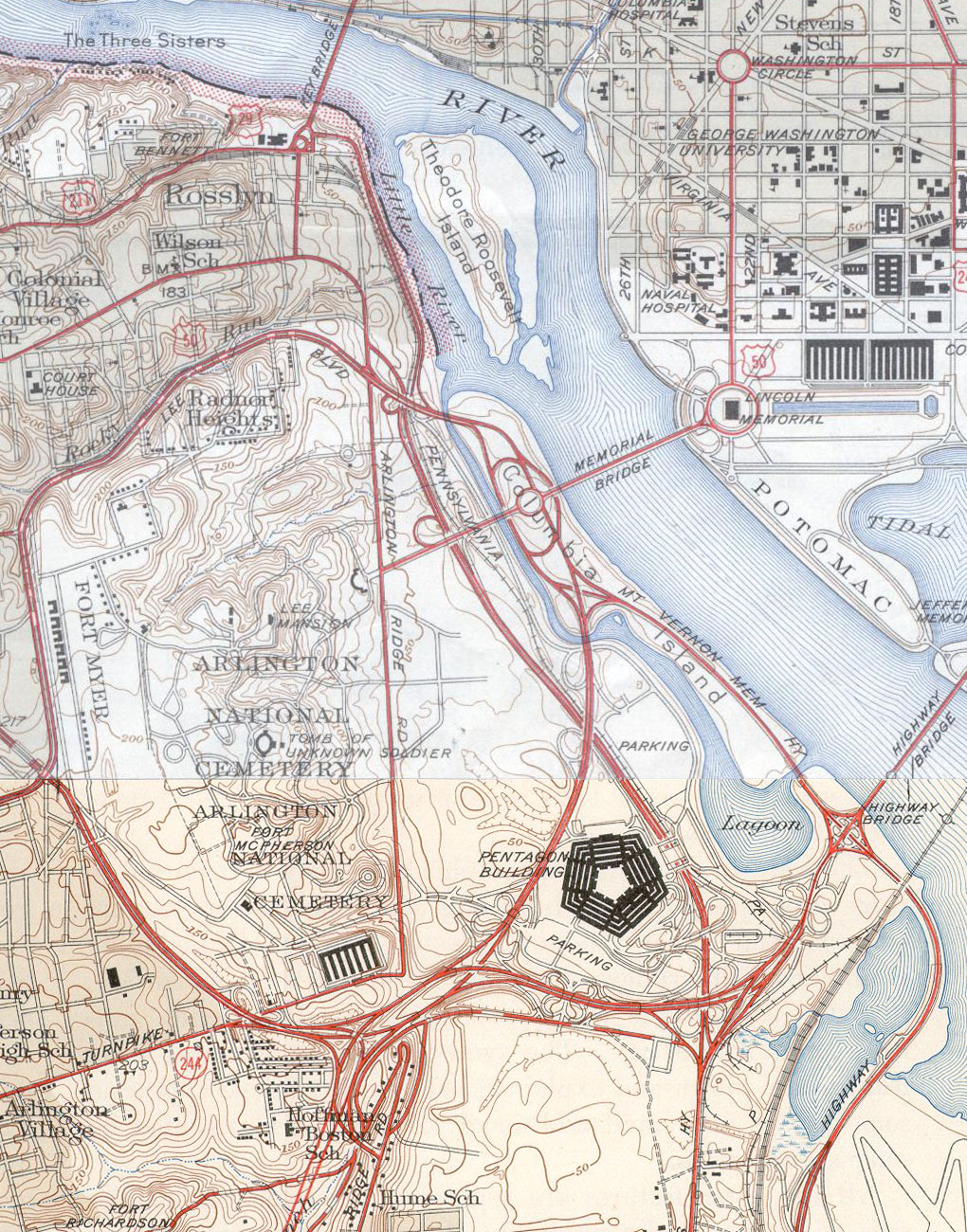
خريطة 1945 لشبكة طرق البنتاغون ، بما في ذلك طريق الدولة الحالي 27 وجزء من طريق شيرلي السريع ، بالإضافة إلى مباني البحرية والذخيرة بالقرب من نصب لنكولن التذكاري

اتفق المسؤولون الحكوميون على أن مبنى وزارة الحرب، المعين رسميًا مبنى المكتب الفيدرالي رقم 1، يجب أن يتم بناؤه عبر نهر بوتوماك، في مقاطعة أرلينغتون، فيرجينيا. كانت متطلبات المبنى الجديد هو ألا يزيد ارتفاعه عن أربعة طوابق، وأن يستخدم الحد الأدنى من الفولاذ. تعني المتطلبات أنه بدلاً من الارتفاع عموديًا، سيكون المبنى مترامي الأطراف على مساحة كبيرة. تشمل المواقع المحتملة للمبنى مزرعة أرلينغتون التجريبية التابعة لوزارة الزراعة، بجوار مقبرة أرلينغتون الوطنية، وموقع هوفر فيلد المتهالك.
الموقع الذي تم اختياره في الأصل كان أرلينغتون فارمز، والذي كان له شكل خماسي تقريبًا، لذلك تم التخطيط للمبنى وفقًا لذلك على أنه خماسي غير منتظم. قلقًا من أن المبنى الجديد قد يعيق رؤية واشنطن العاصمة من مقبرة أرلينغتون، انتهى الأمر بالرئيس روزفلت إلى اختيار موقع مطار هوفر بدلاً من ذلك. احتفظ المبنى بتصميمه الخماسي لأن إعادة التصميم الرئيسية في تلك المرحلة كانت ستكون مكلفة، وقد أحب روزفلت التصميم. تم تحريره من قيود موقع أرلينغتون فارمز غير المتماثل، وتم تعديله ليصبح خماسيًا منتظمًا، يشبه تحصينات عصر البارود.
في 28 يوليو، وافق الكونجرس على تمويل مبنى جديد لوزارة الحرب في أرلينغتون، والذي سيضم القسم بأكمله تحت سقف واحد، ووافق الرئيس روزفلت رسميًا على موقع مطار هوفر في 2 سبتمبر. بينما كان المشروع يمر بعملية الموافقة في أواخر يوليو 1941، اختار بريون سومرفيل المقاولين، بما في ذلك شركة John McShain ، Inc. في فيلادلفيا، التي قامت ببناء مطار واشنطن الوطني في أرلينغتون، ونصب جيفرسون التذكاري في واشنطن، والمركز الطبي البحري الوطني في بيثيسدا، ماريلاند، جنبًا إلى جنب مع شركة وايز للمقاولات، وشركة دويل وراسيل، وكلاهما من فيرجينيا. بالإضافة إلى موقع مطار هوفر والأراضي الأخرى المملوكة للحكومة، تطلب بناء البنتاغون 287 فدانًا إضافيًا (1.16 كيلومتر مربع)، والتي تم شراؤها بتكلفة 2.2 مليون دولار (ما يعادل 29.9 مليون دولار في 2019). تم أيضًا إخلاء حي Hell's Bottom ، الذي يتكون من العديد من مكاتب الرهونات والمصانع وحوالي 150 منزلًا ومباني أخرى حول كولومبيا بايك، لإفساح المجال أمام مبنى البنتاغون. في وقت لاحق، تم نقل 300 فدان (1.2 كم 2) من الأرض إلى مقبرة أرلينغتون الوطنية وفورت ماير، تاركًا 280 فدانًا (1.1 كم 2) للبنتاغون.

البنتاغون (بالأزرق الفاتح) مقارنة بالسفن والمباني الكبيرة
بنتاغون, 1,414 قدم, 431 م
آر إم إس كوين ماري 2, 1,132 قدم، 345 م
يو إس إس إنتربرايز, 1,123 قدم, 342 م
سفينة زيبلين 129 هيندينبيرغ, 804 قدم, 245 م
البارجة اليابانية ياماتو, 863 قدم, 263 م
مبنى إمباير ستيت, 1,454 قدم, 443 م
'العملاق البحري, 1,503 قدم, 458 م
أبل بارك, 1,522 قدم, 464 م

### بناء المبنى
تم الانتهاء من العقود التي يبلغ مجموعها 31,100,000 دولار (ما يعادل 423 مليون دولار في عام 2019) مع McShain والمقاولين الآخرين في 11 سبتمبر 1941، وتم كسر الأرض للبنتاغون في نفس اليوم. من بين متطلبات التصميم، طلب سومرفيل التصميم الإنشائي لاستيعاب أحمال أرضية تصل إلى 150 رطلاً لكل بوصة مربعة (1000 كيلو باسكال)، والذي تم القيام به في حالة تحول المبنى إلى منشأة لتخزين السجلات في وقت ما بعد نهاية الحرب العالمية الثانية. تم استخدام الحد الأدنى من الفولاذ لأنه كان يعاني من نقص في المعروض خلال الحرب العالمية الثانية. بدلاً من ذلك، تم بناء البنتاغون كهيكل خرساني مقوى، باستخدام 680.000 طن من الرمل الذي تم تجريفه من نهر بوتوماك، وتم إنشاء بحيرة تحت مدخل نهر البنتاغون. لتقليل استخدام الفولاذ، تم بناء سلالم خرسانية بدلاً من تركيب المصاعد. تم استخدام الحجر الجيري في ولاية إنديانا لواجهة المبنى.
استمرت أعمال التصميم المعماري والإنشائي للبنتاغون في وقت واحد مع البناء، مع تقديم الرسومات الأولية في أوائل أكتوبر 1941، واكتمل معظم أعمال التصميم بحلول 1 يونيو 1942. في بعض الأحيان، كانت أعمال البناء تتقدم على التصميم، باستخدام مواد مختلفة عن تلك المحددة في الخطط. تكثف الضغط لتسريع التصميم والبناء بعد الهجوم على بيرل هاربور في 7 ديسمبر 1941، حيث طالب سومرفيل بإتاحة مليون قدم مربع (9.3 هكتار) من المساحة في البنتاغون للاحتلال بحلول 1 أبريل 1943. حل ديفيد جي ويتمر محل بيرجستروم كمهندس رئيسي في 11 أبريل بعد استقالة بيرجستروم بسبب اتهامات، لا علاقة لها بمشروع البنتاغون، بسلوك غير لائق بينما كان رئيسًا للمعهد الأمريكي للمهندسين المعماريين. اكتمل البناء في 15 يناير 1943.
شكلت ظروف التربة في الموقع - على السهول الفيضية لنهر بوتوماك - تحديات، كما فعلت الارتفاعات المتغيرة عبر الموقع، والتي تراوحت بين عشرة إلى أربعين قدمًا (3 إلى 12 مترًا) فوق مستوى سطح البحر. تم بناء جدارين احتياطيين للتعويض عن اختلافات الارتفاع، واستخدمت الركائز المصبوبة في المكان للتعامل مع ظروف التربة. تم الانتهاء من بناء البنتاغون في حوالي 16 شهرًا بتكلفة إجمالية قدرها 83 مليون دولار (ما يعادل 1.13 مليار دولار في عام 2019). يبلغ الارتفاع التقريبي للمبنى 71 قدمًا (22 مترًا)، ويبلغ طول كل جانب من الجوانب الخمسة 921 قدمًا (281 مترًا).
تم بناء المبنى بشكل إسفين؛ تم شغل كل إسفين بمجرد الانتهاء منه، حتى مع استمرار البناء على الأوتاد المتبقية.
صُمم البنتاغون وفقًا لقوانين الفصل العنصري السارية في ولاية فرجينيا في ذلك الوقت، مع أماكن منفصلة لتناول الطعام ودورات المياه للأشخاص البيض والسود؛ كانت مجموعات المراحيض جنبًا إلى جنب، وكانت مناطق تناول الطعام للأشخاص السود في الطابق السفلي. ومع ذلك، عندما زار روزفلت المنشأة قبل افتتاحها، أمر بإزالة لافتات «للبيض فقط». تلقت الاحتجاجات من حاكم ولاية فرجينيا ردودًا مفادها أن البنتاغون، على الرغم من وجوده على أرض فيرجينيا، كان خاضعًا للولاية القضائية الفيدرالية؛ وعلى أي حال، كان المبنى بأكمله مليئًا بالموظفين الفيدراليين العسكريين والمدنيين الذين كانوا سيفعلون بالضبط ما قاله الرئيس. أصبح البنتاغون المبنى الوحيد في ولاية فرجينيا حيث لم يتم تطبيق قوانين الفصل العنصري (التي ظلت سارية حتى عام 1965). لا تزال مجموعات المراحيض المتجاورة موجودة، ولكن تم استخدامها من قبل الجميع منذ بنائها.

### قاعة الأبطال

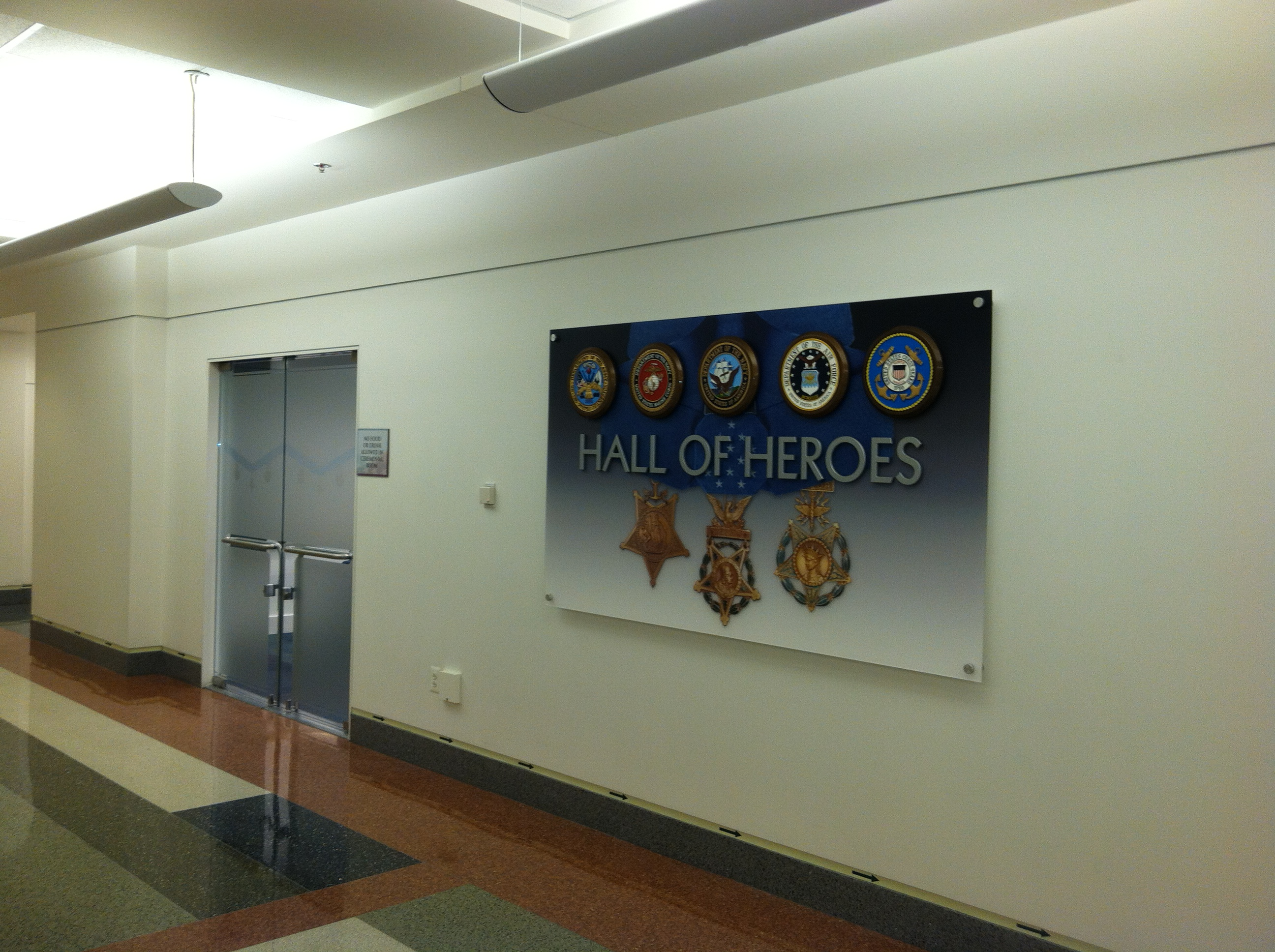
قاعة الأبطال في الردهة الرئيسية

يوجد في الردهة الرئيسية للمبنى قاعة الأبطال، التي افتتحت عام 1968 ومخصصة لأكثر من 3460 من الحاصلين على ميدالية الشرف، وهي أعلى وسام عسكري في الولايات المتحدة. يتم عرض الإصدارات الثلاثة لميدالية الشرف - الجيش والخدمة البحرية (لفيلق مشاة البحرية والبحرية وخفر السواحل) والقوات الجوية - جنبًا إلى جنب مع أسماء متلقيها.
تستخدم القاعة أيضًا للترقيات والتقاعد والاحتفالات الأخرى.

### التجديد والترميم
من عام 1998 إلى عام 2011، تم تدمير البنتاغون بالكامل وإعادة بنائه على مراحل لجعله يرقى إلى المعايير الحديثة وتحسين الأمن والكفاءة. تمت إزالة الأسبستوس وإغلاق جميع نوافذ المكتب.
كما تم تشييده في الأصل، كانت معظم مكاتب البنتاغون تتكون من فتحات مفتوحة تمتد على حلقة كاملة. استخدمت هذه المكاتب تهوية عرضية من النوافذ القابلة للتشغيل بدلاً من تكييف الهواء للتبريد. تدريجيا، تم تقسيم الخلجان إلى مكاتب خاصة مع العديد من استخدام وحدات تكييف الهواء. مع اكتمال التجديدات الآن، تشتمل المساحة الجديدة على عودة لفتح فتحات المكاتب، وخطة عالمية جديدة للفضاء للأثاث المكتبي الموحد.

## معرض صور

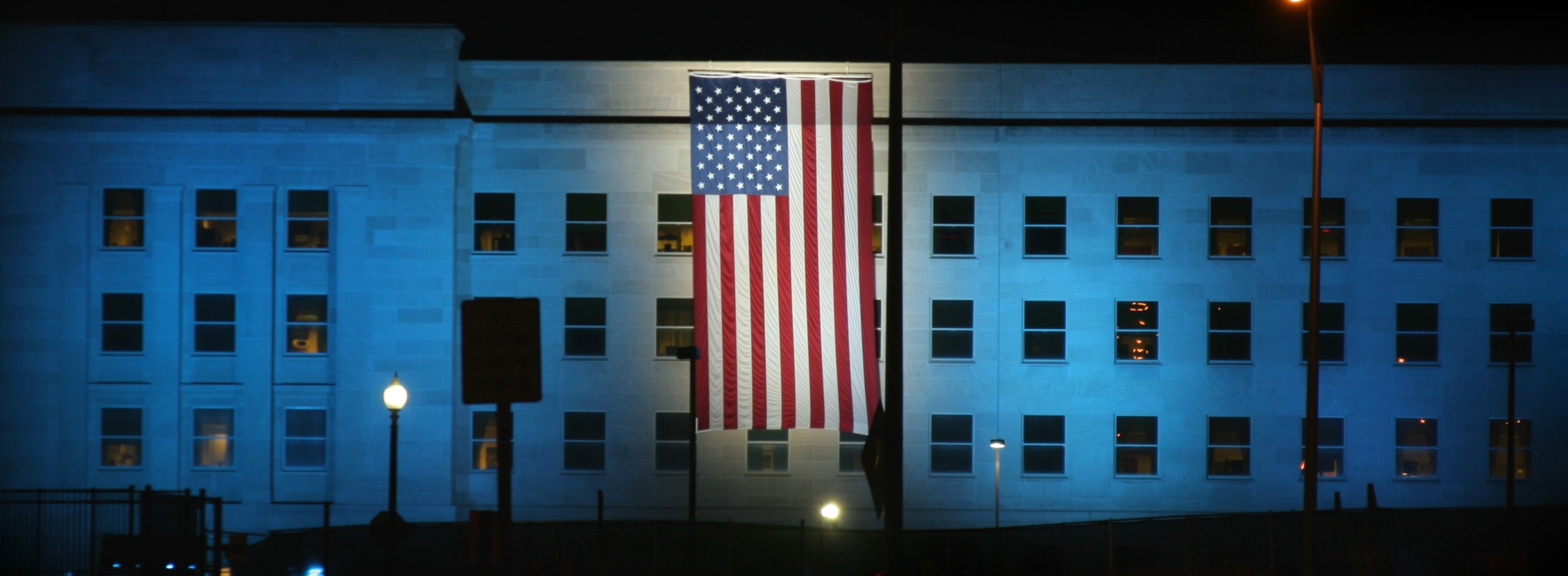
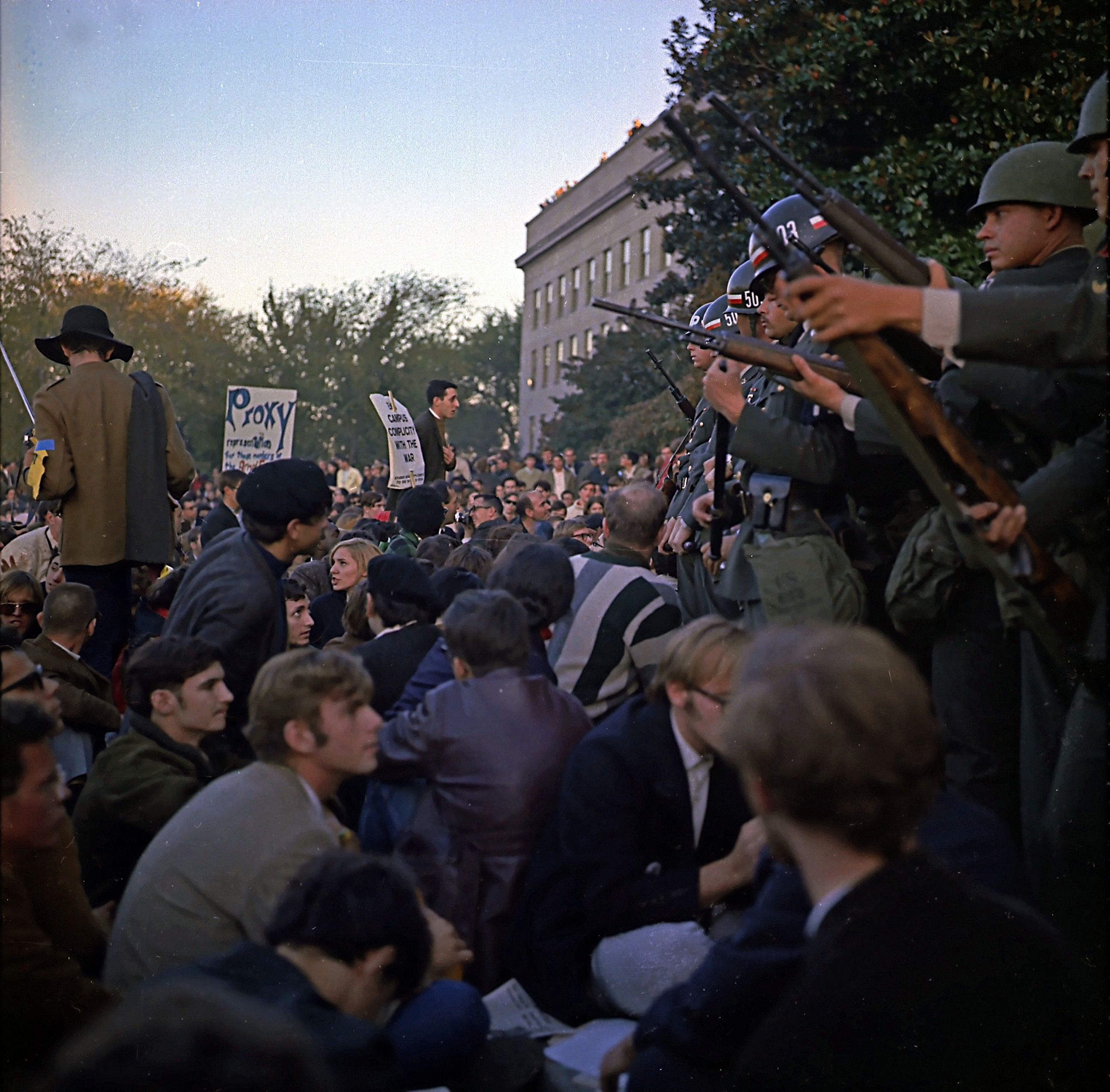
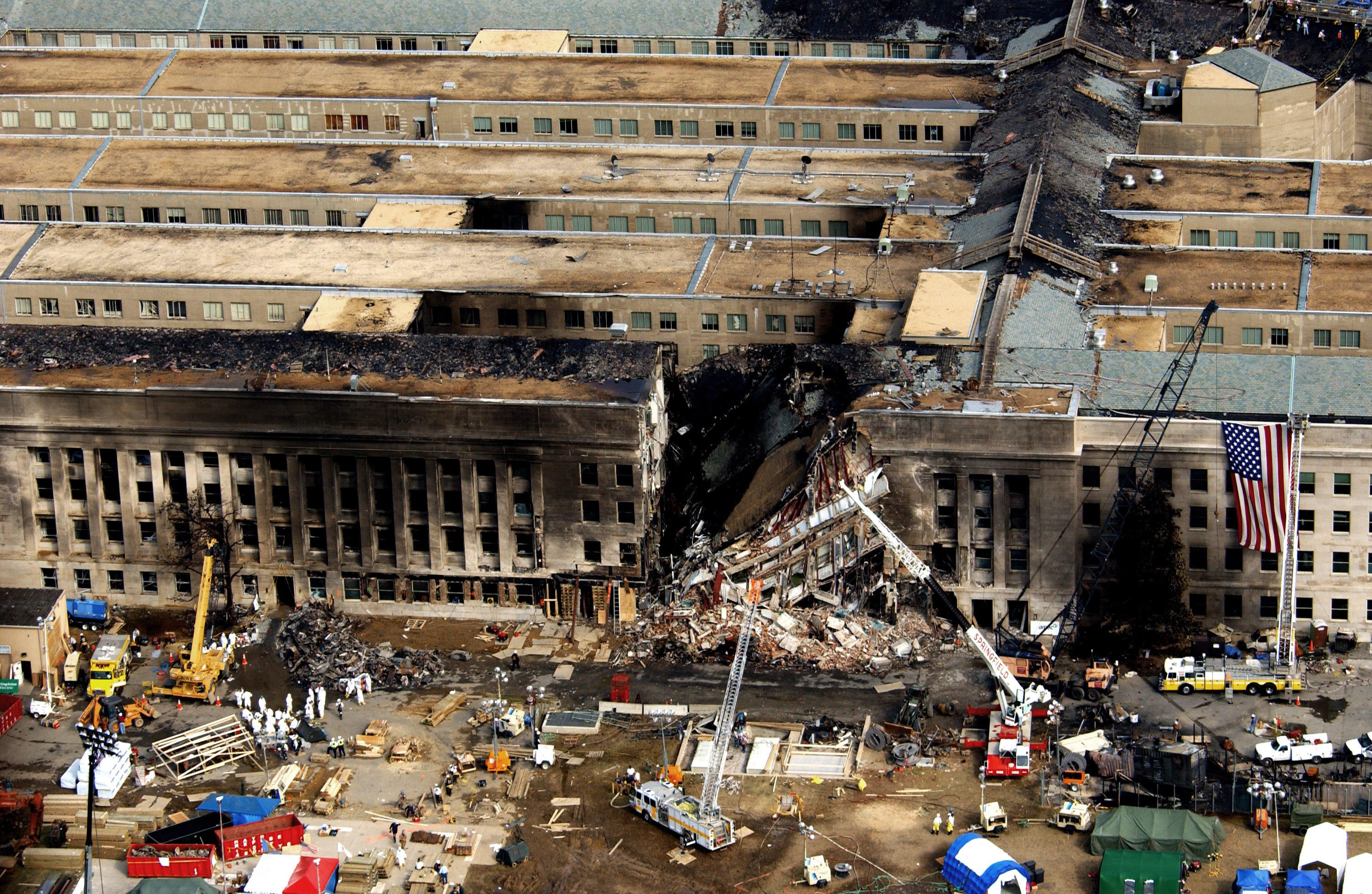
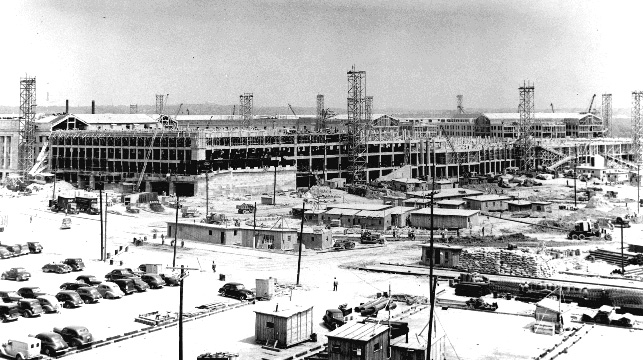
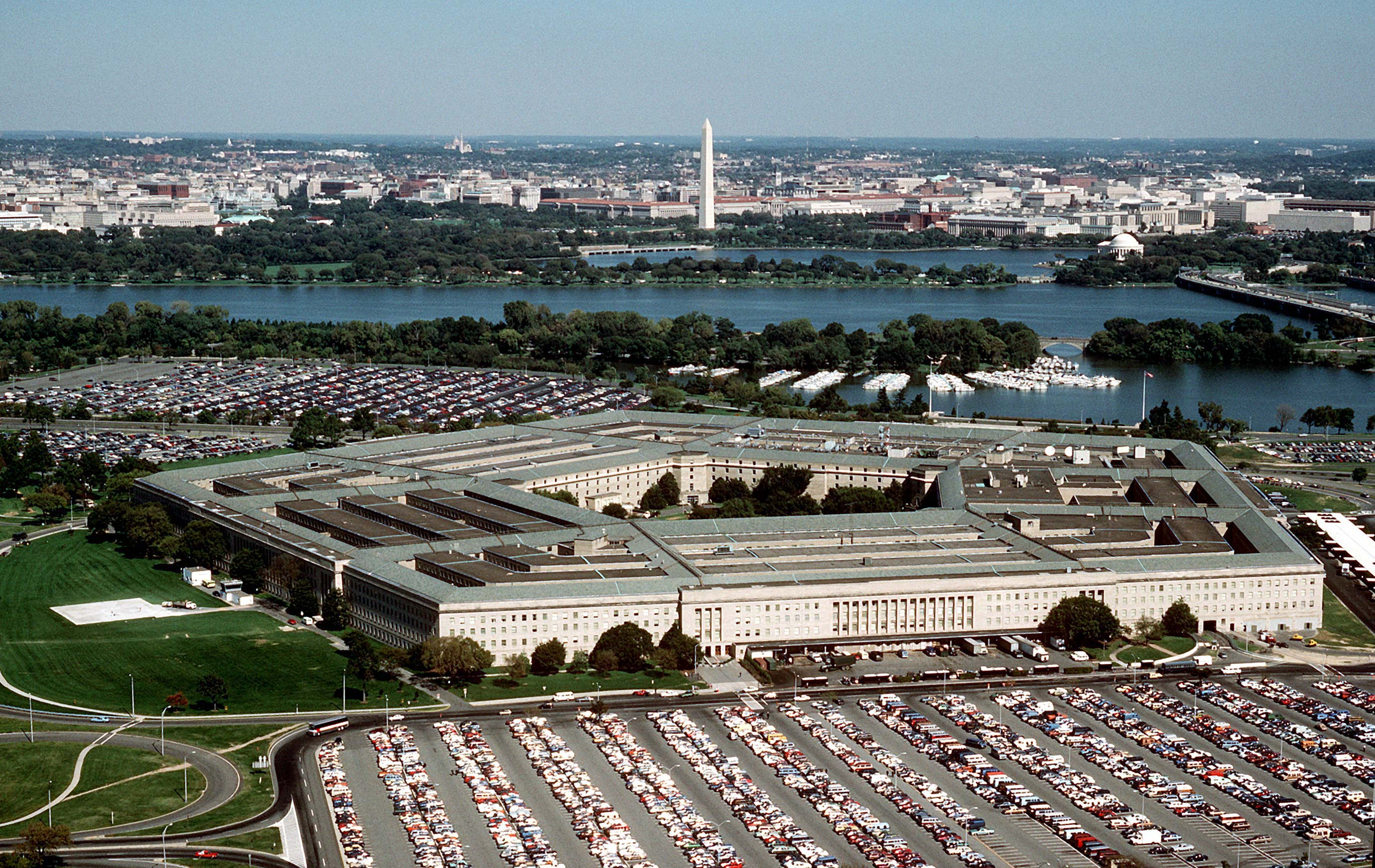

## أعلام
- نواف الحازمي
- خالد المحضار
- تيموثي مود
- هاني حنجور
- ماجد موقد